# Anatol Mühlstein
Anatol Mühlstein (ur. 22 sierpnia 1889 w Warszawie, zm. 29 września 1957 w Paryżu) – polski dyplomata, radca poselstwa i Chargé d’affaires w Brukseli, radca ambasady RP w Paryżu, biznesmen, publicysta.

## Życiorys
Syn Naftalego Mühlsteina (Bera – według PSB) i Marii z Zyskindów. Pochodził z żydowskiej rodziny kupieckiej. W Pińsku uczył się w szkole rabinackiej, ale jej nie ukończył. W okresie gimnazjalnym brał udział w rewolucji 1905 roku. W związku z wykryciem przez carską policję bomb, które przechowywał w składach drewna swojego ojca na Solcu, zmuszony był do ucieczki za granicę zaboru rosyjskiego. Studiował na uniwersytecie w Genewie, w Paryżu i Brukseli. Był wówczas rzecznikiem asymilacji Żydów – poglądy na ten temat przedstawił w wydanej w 1913 r. w Warszawie książce Asymilacja, polityka i postęp.
W czasie I wojny światowej uczestniczył w belgijskim ruchu oporu i był współzałożycielem oraz redaktorem Le Flambeau, pisma rozprowadzanego konspiracyjnie w Belgii pod okupacją armii Cesarstwa Niemieckiego. Swe artykuły podpisywał pseudonimem Saint-Georges.
Po odzyskaniu niepodległości przez Polskę wstąpił do służby dyplomatycznej RP. Został przyjęty 24 maja 1919 r. i przydzielony do Poselstwa RP w Brukseli, gdzie pełnił funkcje sekretarza legacyjnego, a następnie radcy poselstwa. W 1927 r. przez pół roku był Chargé d’affaires RP w Brukseli. 1 maja 1930 został przeniesiony do Ambasady RP w Paryżu, najpierw jako I sekretarz ambasady, później jako radca ambasady i minister pełnomocny (od lutego 1931). W ambasadzie odgrywał rolę pierwszoplanową. 4 maja 1932 r. ożenił się z córką bankiera francuskiego Roberta de Rothschild Dianą; ślubu w Wielkiej Synagodze w Paryżu udzielił naczelny rabin Francji, Israël Lévi. Ich dom był znanym salonem paryskim, gdzie bywali politycy i dyplomaci. W 1934 marszałek Józef Piłsudski wysłał go do Kowna z (nieudaną) misją próby nawiązania stosunków dyplomatycznych z Litwą. 30 czerwca 1936 został odwołany z Paryża do Warszawy i objął stanowisko radcy w Ministerstwie Spraw Zagranicznych.
Przed II wojną światową odszedł z MSZ i wyjechał do Paryża, gdzie zajmował się biznesem i wydał m.in. książkę Le Maréchal Pilsudski: (1867-1919). Kontynuował wydawanie Le Flambeau w Brukseli. Wraz z żoną prowadzili znany salon towarzyski w Paryżu. W lipcu 1940, po klęsce Francji wyjechał wraz z rodziną do USA, gdzie był przedstawicielem Wolnej Francji i zajmował się publicystyką polityczną. W 1942 r. ogłosił tam swoją koncepcję Stanów Zjednoczonych Europy Środkowej. Przyjął obywatelstwo amerykańskie. Po zakończeniu II wojny światowej powrócił do Paryża. Utrzymywał stały kontakt ze środowiskiem Kultury w Maisons-Laffitte, zwłaszcza z Józefem Czapskim.
W młodości socjalista, później ewoluował w kierunku liberalizmu. Był przyjacielem Józefa Piłsudskiego i autorem książki o nim. Fragmenty jego wspomnień ukazały się w Zeszytach Historycznych.
Był dwukrotnie żonaty. Po raz pierwszy z Suzanne Dumont, córką wydawcy belgijskiego pisma Le Flambeau. Po raz drugi, 4.05.1932r. z Dianą de Rothschild, najstarszą córką Roberta de Rothschild i Nelly, urodzoną w Paryżu 12.12.1907r. a rozwiódł się w 1951r. Z małżeństwa z Dianą miał trzy córki: Nathalie Mühlstein Josso (1934-2022), endokrynologa pediatrycznego, która studiowała zaburzenia rozwoju płci, w tym interpłciowość, historyka i biografistkę Ankę, oraz malarkę Cecile. Anka Mühlstein to historyk i pisarka francuska, żona pisarza Louisa Begleya.

## Ordery
Pośmiertnie, za wybitne zasługi w długoletniej służbie dyplomatycznej, został w 1998 r. dwukrotnie odznaczony przez prezydenta Aleksandra Kwaśniewskiego. 20 kwietnia został mu nadany Krzyż Komandorski Orderu Zasługi Rzeczypospolitej Polskiej, a 17 września został uhonorowany Krzyżem Wielkim Orderu Odrodzenia Polski.
Ponadto posiadał otrzymane w czasach II RP:
- Krzyż Oficerski Orderu Odrodzenia Polski (2 maja 1923)[14][15]
- Medal Dziesięciolecia Odzyskanej Niepodległości[14]
- Krzyż Komandorski Orderu Korony Dębowej (Luksemburg)[14]
- Krzyż Komandorski Orderu Legii Honorowej (Francja)[14]
- Krzyż Komandorski Orderu Leopolda (Belgia)[14]
- Krzyż Komandorski Orderu Korony (Belgia)[14]

## Ważniejsze publikacje
- Asymilacja, polityka i postęp, Warszawa 1913, wersja elektroniczna (zdigitalizowana)
- Dziennik: wrzesień 1939-listopad 1940, (przekł. Dorota Zamojska; uwagi Jan E. Zamojski), Warszawa 1999, Wydawnictwo Naukowe PWN, ISBN 83-01-12770-8
- Le Maréchal Pilsudski: (1867-1919), 2e éd., Paris 1939, Librairie Plon,
- Monroe, Truman et la bombe atomique (pod pseudonimem: Archibald Bigfour), Paris 1947
- La protection des minorités Bruxelles 1918 wyd. René Van Sulper, L'Union des Imprimeries (S.A.)
- The United States of Central Europe, New York 1942